# Leo Martin
Pour les articles homonymes, voir Martin.
Leo Martin, pseudonyme de Léon Marcel Désiré De Waegeneire, né à Gand (Belgique) le 2 novembre 1924 et mort dans cette ville le 18 mars 1993, est un artiste belge flamand, surtout connu comme la moitié du duo comique Gaston en Leo (nl).

## Biographie
Leo Martin est un musicien, clarinettiste, chef d'orchestre et acteur qui se produisait avec son orchestre à Gand, avec Bobbejaan Schoepen (à Bobbejaanland) et au Witte Paard à Blankenberge.
Après sa formation de clarinette, Martin intègre le Conservatoire de Gand avec The Blue Swingers de Jean Daskalidès. Il  joue ensuite dans le big band de Boyd Bachmann. Lorsqu'il abandonne en 1958, Martin peut reprendre l'orchestre. Bien qu'il se soit parfois produit en tant que comédien, parfois avec Gaston Berghmans, il ne pouvait pas lâcher la musique. En 1972, Martin quitte l'orchestre et rejoint Gaston Berghmans pour former le duo comique Gaston en Leo (nl). Il tourne dans plusieurs films.
Leo Martin a été nommé "Moustache de l'année" par le Moustache Club d'Anvers en 1981[réf. nécessaire].
Il meurt le 18 mars 1993 d'un cancer du poumon. 

## Films
- 1989 : Gaston en Leo in Hong Kong  (nl)[1]
- 1986 : Paniekzaaiers[2]
- 1984 : Zware jongens  (nl)[3]
- 1982 : De boot naar Spanje
- 1980 : De Witte van Sichem

## Séries
- 1980 : De kolderbrigade

## Théâtre
- Wat een soep (1990)